# Rivière de la Perdrix Blanche
Pour les articles homonymes, voir Perdrix et Perdrix blanche.
La rivière de la Perdrix Blanche est un affluent de la rivière aux Rats, traversant le territoire non organisé de Rivière-Mistassini, dans la municipalité régionale de comté (MRC) de Maria-Chapdelaine, dans la région administrative du Saguenay–Lac-Saint-Jean, dans la Province de Québec, au Canada.
La foresterie constitue la principale activité économique du secteur ; les activités récréotouristiques, en second.
La partie inférieure (jusqu’à l’embouchure de la rivière Nepton) de la vallée de la rivière de la Perdrix Blanche est surtout desservie par la route forestière R0216 laquelle remonte la vallée de la rivière aux Rats et de la rivière de la Perdrix Blanche. La partie supérieure de la vallée est desservie indirectement par la route forestière R0286 qui dessert la vallée du ruisseau Bergeron (situé au nord). Diverses routes forestières secondaires desservent le secteur, surtout pour les besoins de la foresterie et des activités récréotouristiques,.
La surface de la rivière de la Perdrix Blanche est habituellement gelée de la fin novembre au début avril, toutefois la circulation sécuritaire sur la glace se fait généralement de la mi-décembre à la fin mars.

## Géographie
Les bassins versants voisins de la rivière de la Perdrix Blanche sont :
- côté nord : ruisseau Bergeron, petite rivière aux Rats, rivière Déception, rivière Catherine, Petit lac Jourdain, rivière aux Rats ;
- côté est : rivière Nepton, petite rivière aux Rats, rivière aux Rats, rivière Catherine, rivière Mistassibi ;
- côté sud : rivière aux Rats, lac aux Rats, rivière de l'Écluse, Petite rivière aux Foins, ruisseau Mathieu ;
- côté ouest : ruisseau Mathieu, ruisseau Arthur, lac du Brochet, rivière Samaqua, rivière Mistassini.

La rivière de la Perdrix Blanche prend sa source à l'embouchure du lac de la Chaloupe (longueur : 0,9 km ; altitude : 312 m). Cette embouchure est située à :
- 5,8 km à l’ouest du cours de la rivière Samaqua ;
- 15,5 km au nord-est du cours de la rivière Mistassini ;
- 20,7 km à l’ouest du Dépôt-des-Loutres ;
- 31,0 km au sud-ouest du cours de la rivière Mistassibi ;
- 29,7 km au nord-ouest de la confluence de la rivière de la Perdrix Blanche et de la rivière Nepton ;
- 38,3 km au nord-ouest de la confluence de la rivière de la Perdrix Blanche et de la rivière aux Rats.

À partir de sa source, la rivière de la Perdrix Blanche descend sur 50,3 km presque entièrement en zones forestières, avec un dénivelé de 124 m, selon les segments suivants :
Cours supérieur de la rivière de la Perdrix Blanche (segment de 10,2 km)
- 3,4 km vers le sud-est jusqu’à un ruisseau (venant du nord) ;
- 1,4 km vers le sud-est jusqu’à la décharge (venant de l’ouest) du lac Brun ;
- 3,0 km vers le sud-est en recueillant la décharge (venant de l’ouest) d’un lac et un ruisseau (venant du nord), jusqu’à la décharge (venant du sud-ouest) de quelques lacs dont le lac des Pâques ;
- 2,4 km vers le sud-est en traversant deux zones de marais et en recueillant la décharge (venant du sud) de deux petits lacs, jusqu’à la rive nord du lac de la Perdrix Blanche ;

Cours intermédiaire de la rivière de la Perdrix Blanche (segment de 12,6 km)
- 4,4 km vers le sud-est en traversant le lac de la Perdrix Blanche (longueur : 4,5 km ; altitude : 281 m), jusqu’à son embouchure. Note : ce lac reçoit la décharge (venant du nord-est) du lac Cross et la décharge (venant de l’ouest) d’un ensemble de lacs ;
- 2,3 km vers le sud en ligne droite, jusqu’à la décharge (venant de l’ouest) d’un lac non identifié ;
- 3,6 km vers le sud-est en ligne droite notamment en traversant sur 0,5 km un petit lac non identifié (longueur : 0,9 km ; altitude : 226 m) presque en fin de segment, jusqu’à la rive nord du lac Basile ;
- 2,3 km vers le sud-est en traversant le lac Basile (longueur : 4,8 km ; altitude : 226 m), jusqu’à son embouchure. Note : le lac Basile reçoit les eaux de trois décharges dont le ruisseau Tanguay (venant du sud) ;

Cours inférieur de la rivière de la Perdrix Blanche (segment de 27,5 km)
- 1,8 km vers le sud-est jusqu’à la décharge (venant du nord) de quelques lacs dont le lac Bouleau ;
- 5,9 km d’abord vers le sud-est en crochet sur 1,4 km vers le nord, jusqu’à un ruisseau (venant du nord) ;
- 1,4 km d’abord vers le sud-est, jusqu’à la rivière Nepton (venant du nord-est) ;
- 3,2 km vers le sud, jusqu’à un ruisseau Lussier (venant du sud-ouest) ;
- 7,8 km vers le sud en formant plusieurs serpentins jusqu’à la décharge (venant de l’ouest) d’un lac non identifié ;
- 6,6 km (ou 2,7 km en ligne droite) vers le sud-est en formant de nombreux serpentins, jusqu’au ruisseau Albert (venant de l’ouest) ;
- 0,8 km vers l’est en ligne droite, jusqu'à son embouchure[3].

La confluence de la rivière de la Perdrix Blanche et de la rivière aux Rats est située à :
- 1,7 km au nord-ouest du lac aux Rats ;
- 7,7 km au sud-est de la confluence de la rivière de la Perdrix Blanche et de la rivière Nepton ;
- 10,5 km au sud-ouest d’une courbe du cours de la rivière Mistassibi ;
- 3,4 km à l’ouest de la confluence de la rivière de l'Écluse ;
- 16,0 km au nord-ouest d’une courbe du cours de la rivière Samaqua ;
- 39,3 km au nord-ouest de la confluence de la rivière aux Rats et de la rivière Mistassini ;
- 58,6 km au nord-ouest de la confluence de la rivière Mistassini et du lac Saint-Jean.

À partir de l’embouchure de la rivière de la Perdrix Blanche, le courant descend successivement le cours de la rivière aux Rats sur 46,0 km vers le sud, puis de la rivière Mistassini vers l’est, puis au sud-ouest, sur 24,6 km. À l’embouchure de cette dernière, le courant traverse le lac Saint-Jean sur 42,7 km vers l’est, puis emprunte le cours de la rivière Saguenay vers l’est sur 155 km jusqu'à la hauteur de Tadoussac où il conflue avec le fleuve Saint-Laurent.

## Toponymie
Le toponyme « rivière de la Perdrix Blanche » a été officialisé le 5 décembre 1968 à la Banque des noms de lieux de la Commission de toponymie du Québec